# 憾 (瀧廉太郎)
『憾』（うらみ／ドイツ語：Bedauernswerth）は、1903年に瀧廉太郎が作曲したピアノ曲。死の数ヶ月前という中ピアノ演奏技術として極端な進展はないものの、文明開化の中で西洋器楽音楽を取り入れようとする創意がある。全音楽譜出版社の『全音ピアノピース』で発売されているが、出版譜と自筆譜には差異が指摘されており、ミューズテック音楽出版から「メヌエット」と共に校訂版が出版されている。
日本人のピアノ独奏作品としては最も古いものの一つ。『荒城の月』をはじめとする歌曲が作品のほとんどを占める作曲者であるが、器楽曲を日本に導入しようという強い意思が、早すぎる晩年に現れている。
なお「憾」とは憎しみの気持ち（恨み、怨み）のことではなく、「遺憾」の憾、つまり心残りや未練、無念といった気持ちのことである。この曲の自筆譜の余白に「Doctor Doktor」と走り書きがあったとされており、自身の若すぎる死を控えた憾の表れと考えられている。
自筆譜は、大分県竹田市に寄贈された。

## 楽曲の内容
Allegro marcato
ニ短調、8分の6拍子。コーダの付いた三部形式。
左手の和音に乗せて、右手のオクターブで悲劇的なメロディーが奏でられる。中間部は主部のリズムを保ったままヘ長調に転調するが、すぐに主部が再現されたのち、分散和音で半休止して低音と高音で和音が打ち鳴らされ、低音で悲劇的に終結する。書法はより簡潔だが、同じ調性と拍子であるショパンの前奏曲第24番を思わせる。
演奏時間は約2分。